# Porträtt av konstnären Marie Triepcke
Porträtt av konstnären Marie Triepcke (danska: Portræt af kunstneren Marie Triepcke) är en oljemålning av den danske konstnären Bertha Wegmann. Målningen är daterad 1885 och ingår sedan 2000 i samlingarna på Den Hirschsprungske Samling i Köpenhamn. 
Marie Triepcke föddes 1867 och var således 17–18 år gammal när detta porträtt målades. Wegmann, som var hennes 20 år äldre lärare, har här målat den unge och väna Triepcke med vackra kläder sittande i en liten eka i en frodig trädgård. Hennes blick är aktiv och möter betraktarens blick. Triepcke, mer känd som Marie Krøyer, var gift med den danske konstnären Peder Severin Krøyer 1889–1905 och med den svenske tonsättaren Hugo Alfvén 1912–1936. Hon studerade vid Berthe Wegmanns Tegne- och Maleskole i Köpenhamn under två vintrar 1883–1885 och blev sedermera själv konstnär och konsthantverkare.
Wegmann var bosatt i München 1867–1881 där hon utbildade sig. Som många andra konstnärer orienterade hon sig mot Frankrike på 1870-talet, ställde ut flera gånger på Parissalongen (möjligen även med denna tavla) och bosatte sig slutligen ett par år i Paris innan hon flyttade hem till Köpenhamn. Den här målningen visar på franska influenser från naturalismen och även impressionismen med sitt starka ljus och friluftsmotiv.  
Porträtt av konstnären Marie Triepcke inropades år 2000 av Den Hirschsprungske Samling på Bruun Rasmussen Kunstauktioner för 3,1 miljoner danska kronor, ett rekord för ett verk av en kvinnlig dansk konstnär. En andra version, benämnd En ung pige, Marie Triepcke, siddende i en båd, ingår i Loeb Danish Art Collection(da). Den är odaterad men tros ha utförts året innan eftersom den är något mer skissartad. Den Hirschsprungske Samling förvärvade vid samma tillfälle Wegmanns Interiør med markbuket, kunstnerens malerkasse, palet og en halvt røget cerut, en odaterad stilleben, för 170 000 kronor.

## Relaterade målningar

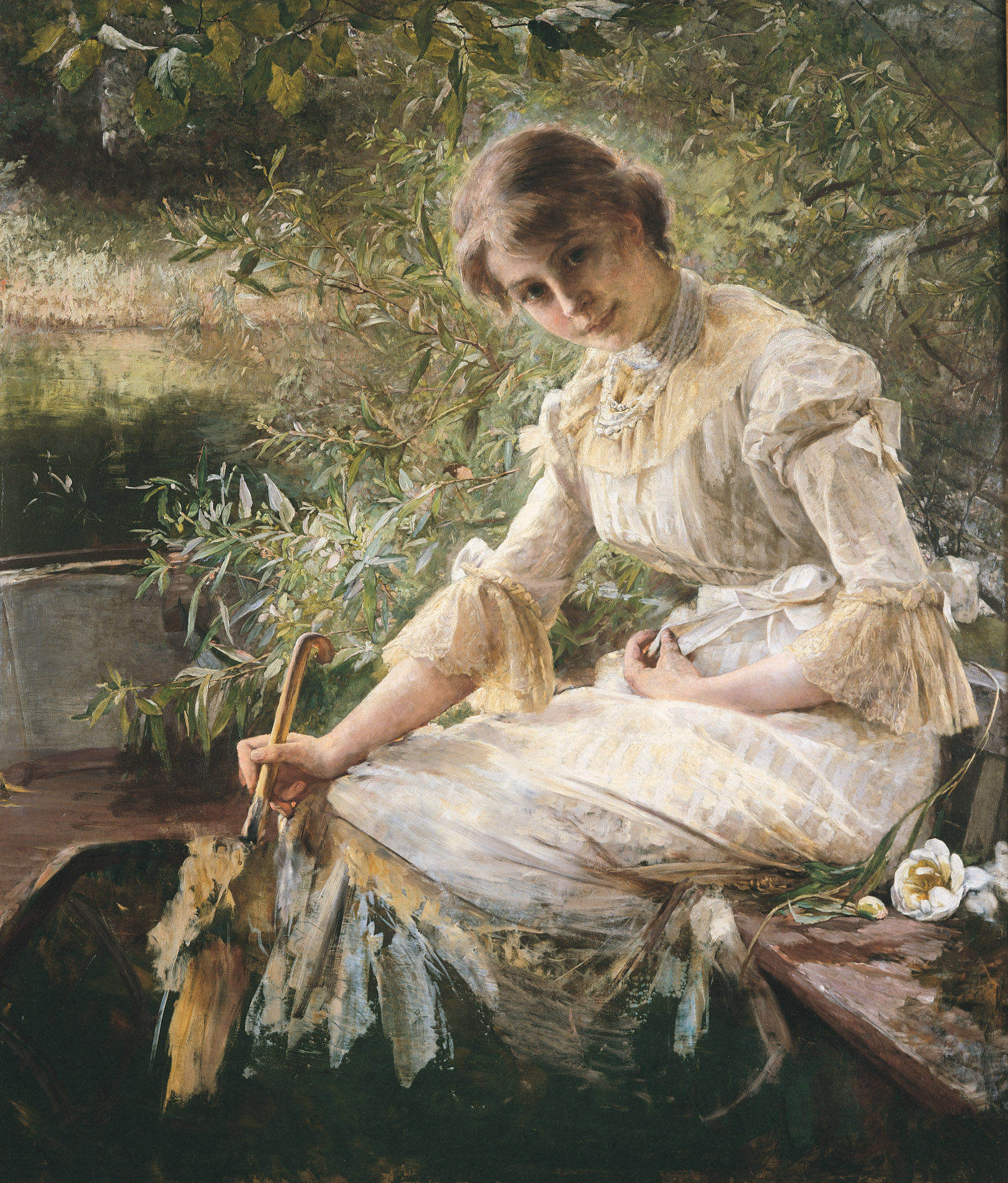
En ung pige, Marie Triepcke, siddende i en båd, olja på duk, 127 x 107 cm, odaterad, Loeb Danish Art Collection(da).
Interiør med markbuket, kunstnerens malerkasse, palet og en halvt røget cerut, olja på duk, 86 × 101 cm, odaterad, Den Hirschsprungske Samling.